# The Carpenter (Nightwish)
The Carpenter è il primo singolo del gruppo musicale finlandese Nightwish. Tratto dal loro album di debutto Angels Fall First, è cantato sia da Tarja Turunen che Tuomas Holopainen.

## Tracce
1. The Carpenter
2. Red Light In My Eyes, pt. 2 (dei Children of Bodom)
3. Only Dust Moves (dei Thy Serpent)

## Video
Il video della canzone mostra Tarja Turunen vestita di rosso in un campo, e un uomo che sta progettando qualcosa simile aeroplano, probabilmente basandosi sulla storia di Íkaros.
Il video è stato girato a Helsinki e a Henningsvær durante la primavera del 1998.

### Cast
- Direttore: Sami Käyhkö
- Assistente del direttore: Kari Mankinen
- Copione: Sami Käyhkö, Kari Mankinen
- Telecamere: Jukka Karjalainen
- Assistente alle telecamere: Juha Harju
- Luci: Kimmo Leed, Jussi Kauppila, Kari Maja
- Grafica: Lauri Karmila
- Editing: Kari Mankinen
- Registrazione e composizione: Sami Käyhkö, Vesa Vinni
- Creazione: Liisa Hettula, Tom Forsman
- Capelli e costumi: Minna Mäkinen
- Organizzatore: Tapio Hopponen
- Produttore: Paula Eronen
- Esecutivo del produttore: Edward Meichen
- Il falegname: Vilho Olavi Laine
- Il gatto: Ms Maila